# Marc Houtzager

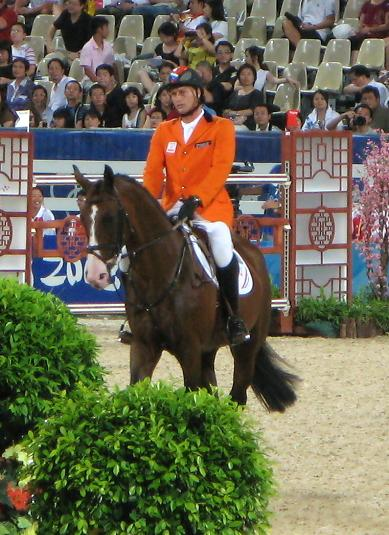
Marc Houtzager met Opium, Olympische Zomerspelen 2008, Hongkong

Marc Houtzager (Hoogeveen, 9 januari 1971) is een Nederlands springruiter.
Houtzager woont samen met zijn vriendin Julia Kayser in Rouveen, naast zijn eigen stal. Ook de uit Oostenrijk afkomstige Julia is een professioneel springruiter. Zij hebben twee dochters (2009 en 2015).
Door de dubbele beenbreuk die Albert Zoer begin juli 2008 opliep was Houtzagers deelname aan de Olympische Zomerspelen 2008 in Peking onzeker. De beslissing was aan bondscoach Rob Ehrens of Houtzager en amazone Angelique Hoorn naar de Olympische Spelen in China mochten. Op 18 juli werd aan de pers bekendgemaakt dat zij beiden naar de Olympische Spelen gaan.

## Huidige paarden van Marc Houtzager
- Calimero
- Opium
- Tamino
- Uppity
- Voltaire
- Dante

## Erelijst
- 2002 - Winnaar Grote Prijs van Dublin met HBC Jacomar
- 2008 - Nederlands kampioenschap springen in Mierlo, tweede plaats individueel
- 2008 - Super League Rome, vierde plaats in teamverband
- 2008 - CHIO in Rotterdam, vijfde plaats individueel met Opium
- 2008 - Prijs van Noordrijn-Westfalen op het concours van Aken, vierde plaats individueel met Opium
- 2011 - Sterrehof's Opium wint grote prijs Frankrijk
- 2012 - Sterrehof's Opium gedeelde 1e plaats in six bar Jumping Amsterdam
- 2012 - Sterrehof's Opium eerste in CSI5* Geneve
- 2012 - Sterrehof's Uppity eerste in CSI3* Treffen, Oostenrijk
- 2012 - Sterrehof's Voltaire tweede in Grote Prijs van München
- 2012 - Sterrehof's Opium wint grote prijs Indoor Brabant
- 2012 - Sterrehof's Voltaire wint Grote Prijs van Hardelot
- 2012 - Grote prijs Indoor Brabant: eerste plaats met Tamino
- 2012 - Grote prijs CSIO Rotterdam: eerste plaats met Tamino
- 2012 - Olympische Spelen Londen: Zilveren medaille landenteam met Tamino
- 2012 - Sterrehof's Tamino vijfde in Global Champions Tour Lausanne
- 2016 - Sterrehof's Tamino zevende in Grand Prix CSI5* Rio de Janeiro
- 2017 - Sterrehof's Calimero, Nederlands kampioen[2]
- 2018 - Sterrehof's Calimero, winnaar Grote Prijs van Amsterdam
- 2020 - Sterrehof's Dante, winnaar Grote Prijs van Amsterdam
- 2020 - Sterrehof's Dante, Nederlands kampioen[3]
- 2025 - Sterrehof's Dante, winnaar Grote Prijs van Amsterdam